# Canoa polinèsia

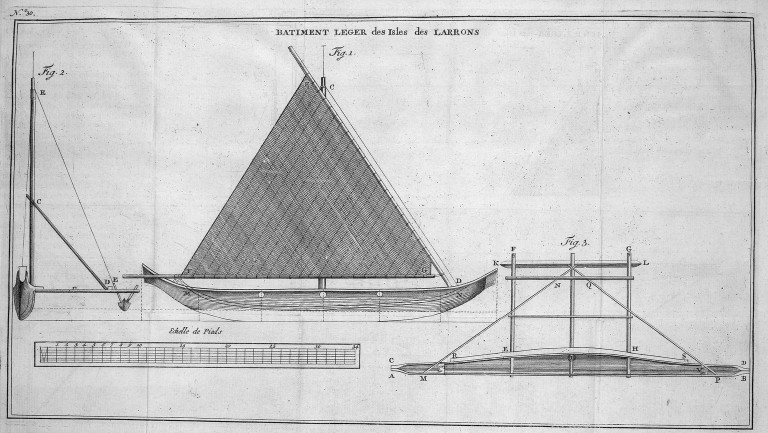
"Prao" o canoa polinèsia de les Illes Marianes segons descripció de George Anson (viatge de 1743)

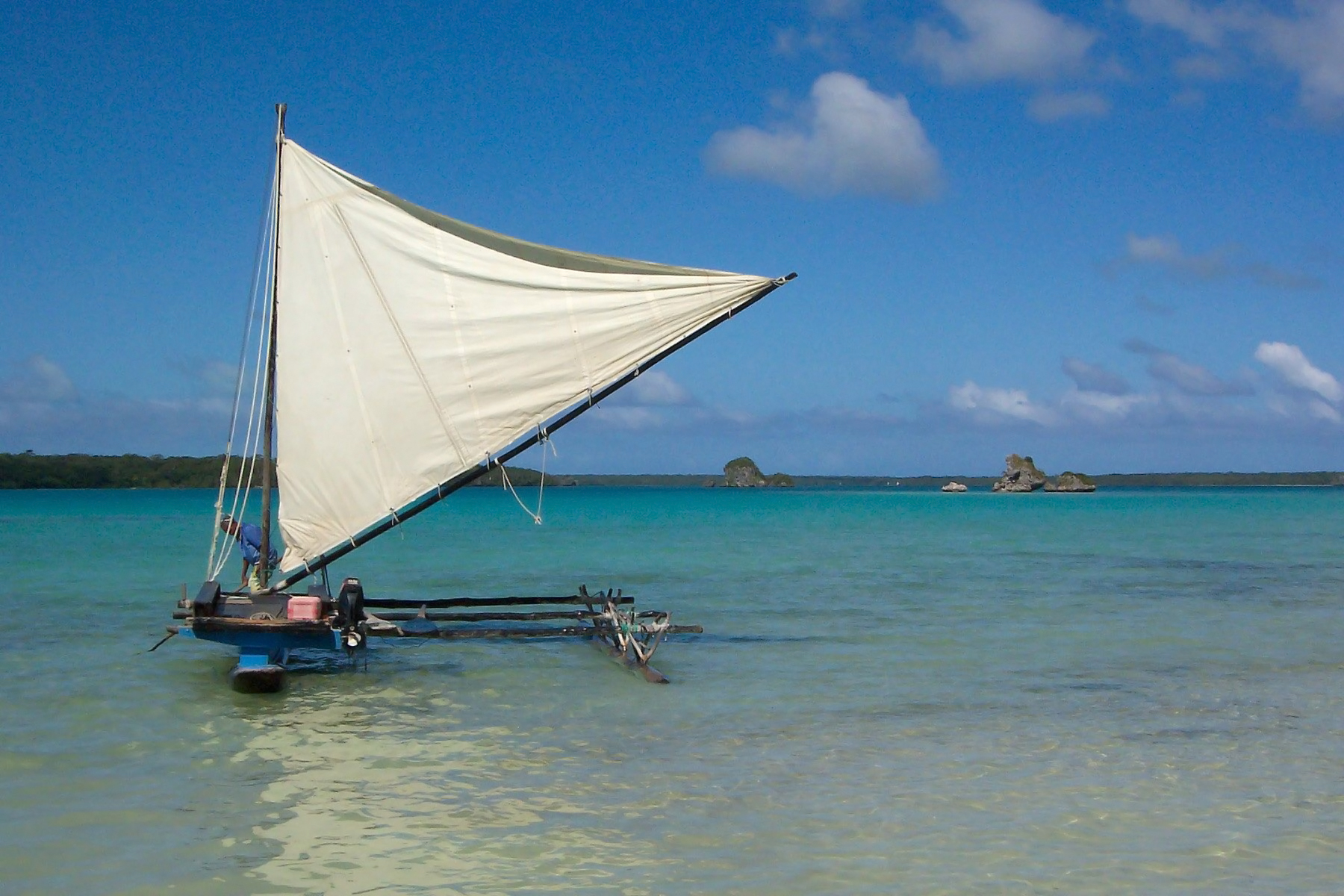
Canoa polinèsia de Nova Caledònia

Les canoes polinèsies són una mena d'embarcacions molt marineres i ràpides típiques de la Polinèsia. Estan basades en les canoes de batanga o dites també de balancí propulsades amb pagaies a les quals hom els afegeix un pal i una vela de vaixell molt característica, la vela de papallona (anglès: crab claw sail), formada per una vela triangular envergada en dues perxes de forma permanent. Quan la vela és hissada es desplega obrint les perxes. Per a arriar-la es pleguen les perxes.

## Història
Les primeres canoes de vela van aparèixer a la Polinèsia fa un miler d'anys. Els materials emprats en llur construcció eren els que es trobaven a les illes: troncs d'arbres autòctons, fustes diverses, veles fetes amb fulles de palmera i cordam de fibres de coco. Amb aquestes canoes i un sistema de navegació molt sofisticat (principalment basat en l'observació dels estels) els polinesis exploraren i habitaren una extensió molt considerable de l'oceà Pacífic. Els viatges entre algunes illes obligaven a singladures de més de mil milles en embarcacions molt petites.
Les primeres referències escrites daten del primer viatge al voltant del món de Magallanes i Elcano, descrit per Pigafetta. També foren esmentades per Dampier,Schouten, Anson i Bougainville.

## Els noms relacionats
La literatura actual en anglès sobre les canoes polinèsies amb vela les denomina "proas" (SIC) (en singular "proa"), terme que sembla derivat de l'embarcació malaia prao. Un prao malai no té res a veure amb una canoa o piragua polinèsia. Hi ha tres parts importants en una canoa polinèsia que s'acostumen a designar amb noms hawaians:
- el buc principal: "vaka"
- el balancí: "ama"
- l'estructura que uneix el buc i el balancí: "aka"

## Descripció
El buc tradicional es construïa a partir d'un arbre buidat. S'aprofitava una mica més de la meïtat del tronc. El franc bord s'augmentava cosint dues planxes de fusta.
Per raons d'estabilitat les canoes disposaven d'un balancí (batanga), sòlidament unit al buc principal amb suports adequats.
L'arbre o pal era de dimensions modestes i era fàcil d'arborar i desarborar.
La vela es teixia a partir de fulles de pandanus o similars. No es tractava d'un veritable teixit fet a partir de fils i en un teler. Més aviat era un trenat semblant al que practiquen els artesans d'Elx amb les fulles palma.
Les cordes es fabricaven a partir de fibres de coco.
Tot i que hi ha moltes variacions en les anomenades "proas", el model més reeixit (el de les antigues illes de Los Ladrones o de Las Velas Latinas, en l'actualitat Illes Mariannes) implica un buc asimètric envers el pla de crugia. El costat de sotavent és sensiblement pla mentre que la banda de sobrevent segueix una forma abombada. Tot de cara a minimitzar l'abatiment. La proa i la popa són idèntiques i simètriques.
El pal s'arbora al mig de l'embarcació. Es navega sempre amb la batanga a sobrevent.

## Navegació i maniobra
Les canoes polinèsies poden cenyir relativament bé. (No tant però, com un Patí de vela). Però en rumbs més oberts com un desquarterar o un través assoleixen les millors prestacions.
La maniobra de canviar de bord és molt característica. Les "proas" no viren per avant (en anglès "tack"), el que fan és "capicular" o "fer la senyoreta" (en anglès "shunt"). (Vegeu el primer dels Enllaços externs. En condicions adequades pot imitar-se aquesta maniobra en un Patí de vela, passant de cenyir normalment en una banda a "cenyir" amb les rodes de popa cap endavant, sense canviar la vela de banda).
Les velocitats estimades per Cook i altres eren de l'ordre dels 20 nusos.

## Comparació entre la vela llatina, la vela marconi i la vela de papallona
Un veler amb vela llatina, per exemple un xabec, pot cenyir a 5 quartes del vent (45 graus).
Un veler modern amb vela marconi pot cenyir a 4 quartes (en alguns casos a 3 quartes).
Una canoa polinèsia pot cenyir com una barca amb vela llatina. Però navegant de través, segons proves realitzades, la vela de papallona proporciona una sustentació més gran que les veles llatines i marconi.
Una vela de papallona s'assembla molt a una ala Rogallo o una ala Delta actual.

## Models
A les illes Marshall hi ha afició de fer navegar petits models de canoes polinèsies, que els locals anomenen riwuit. La velocitat que poden assolir és considerable en funció de les seves dimensions. Hi ha competicions molt disputades.